# Ловченская бригада
Ловченская бригада (серб. Ловћенска бригада) — коллаборационистское воинское формирование времён Второй мировой войны.
Ловченская бригада была создана под эгидой итальянских властей в марионеточном Черногорском государстве. Её создателем был активный сторонник идеи независимой Черногории Крсто Попович, набравший её из членов движения Зеленаши; бригада была названа в честь горы Ловчен. Формирование бригады началось 6 марта 1942 года в Цетине, всего было сформировано четыре батальона:
- 1-й батальон (базировался в Чево, командир — Душан Вукович)
- 2-й батальон (базировался в Риека Црноевича, командир — Джёко Дрецун)
- 3-й батальон (базировался в Брчели, командир — Петар Вулекович)
- 4-й батальон (базировался в Велимлья, командир — Ристо Радович)

Ловченская бригада воевала и против партизан, и против четников. Однако вскоре соединение Поповича распалось, часть личного состава присоединилась к партизанам, а часть к четникам. Сам Попович не присоединился ни к одной из сторон.